# Stadion Międzynarodowy w Kairze
Stadion Międzynarodowy w Kairze – wielofunkcyjny stadion sportowy w Kairze, stolicy Egiptu, używany głównie jako lekkoatletyczny i piłkarski. 

## Historia
Stadion został zbudowany w dzielnicy Kairu, Nasr City w 1960 roku, a jego inauguracja z udziałem prezydenta Gamala Abdela Nasera miała miejsce 23 lipca 1960. Stadion został gruntownie przebudowany w 2005 roku w związku z przygotowaniami do organizowanego przez Egipt Pucharu Narodów Afryki 2006. W turnieju kontynentalnym w 2006 roku na stadionie Cairo International został rozegrany m.in. mecz otwarcia Egipt-Libia (3:0) i finał turnieju Egipt-Wybrzeże Kości Słoniowej (0:0,k:4:2)
Stadion jest położony w odległości 8 km od międzynarodowego portu lotniczego Kair i ok. 14 km od centrum miasta.

## Galeria

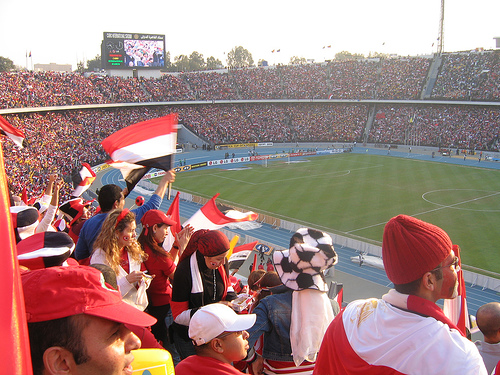
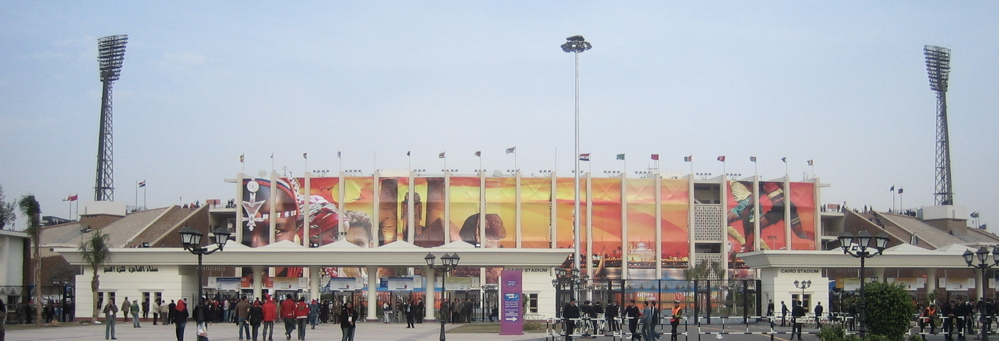